# Гитерсло
Гитерсло (њем. Gütersloh) град је у њемачкој савезној држави Северна Рајна-Вестфалија. Једно је од 11 општинских средишта округа Гитерсло. Према процјени из 2010. у граду је живјело 96.343 становника. Посједује регионалну шифру (AGS) 5754008, NUTS (DEA42) и LOCODE (DE GUT) код.

## Географски и демографски подаци
Гитерсло се налази у савезној држави Северна Рајна-Вестфалија у округу Гитерсло. Град се налази на надморској висини од 75 метара. Површина општине износи 112,0 km². У самом граду је, према процјени из 2010. године, живјело 96.343 становника. Просјечна густина становништва износи 860 становника/km².

## Међународна сарадња
| Мјесто   | Држава               | Врста сарадње | Од    |
| -------- | -------------------- | ------------- | ----- |
| Ршев     | Русија               | партнерство   | 2009. |
| Фалун    | Шведска              | партнерство   | 1994. |
| Груђондз | Пољска               | партнерство   | 1989. |
| Брокстоу | Уједињено Краљевство | партнерство   | 1978. |
|          | Француска            | партнерство   | 1977. |
| Извор    |                      |               |       |